# Burney Peak
Burney Peak är en bergstopp i Antarktis. Den ligger i Sydshetlandsöarna. Argentina, Chile och Storbritannien gör anspråk på området. Toppen på Burney Peak är 148 meter över havet, eller 78 meter över den omgivande terrängen. Bredden vid basen är 1,5 km.
Terrängen runt Burney Peak är platt norrut, men åt nordväst är den kuperad. Havet är nära Burney Peak åt sydost. Trakten är glest befolkad. Närmaste befolkade plats är Escudero Station, 12,9 kilometer norr om Burney Peak. 